# Ovunque
Ovunque è il terzo lavoro discografico ed il secondo album in studio del cantautore Virginio, pubblicato il 26 marzo 2012 dalla casa discografica Universal Music.

## Descrizione
L'album, contenente 13 brani, è stato anticipato dal singolo Alice (Elis) pubblicato il 16 marzo 2012, mentre il relativo video, per la regia di Gianluca Montesano, è stato pubblicato il 26 marzo 2012 e successivamente da La dipendenza, in rotazione radiofonica dal 13 luglio 2012. La versione digitale con 14 tracce è uscita solo su iTunes e contiene in aggiunta la cover della celebre Hallelujah di Leonard Cohen.
L'album contiene brani inediti in parte scritti dallo stesso artista ed in parte scritti da autori come Saverio Grandi, Bungaro, Niccolò Agliardi e Roberto Casalino.
La promozione del disco è avvenuta durante la fase serale dell'undicesima edizione del programma televisivo Amici di Maria De Filippi alla quale il cantante ha preso parte nella categoria big.

## Tracce
CD, Download digitale
1. Il tempo sprecato – 3:25 (Virginio e Bungaro)
2. Ovunque – 3:33 (Virginio)
3. Alice (Elis) – 3:33 (Virginio)
4. Nella mia valigia – 3:22 (Roberto Casalino e Daniele Cavicchia)
5. Colpa tua – 3:40 (Niccolò Agliardi, Luca Paolo Chiaravalli, Stefaan Fernande ed Andreas Hemmeth)
6. Sei – 3:37 (Virginio, Cesare Chiodo e Saverio Grandi)
7. La dipendenza – 4:36 (testo: Niccolò Agliardi – musica: Niccolò Agliardi ed Alessandro Branca)
8. Inutili parole – 3:42 (Virginio)
9. Mai – 3:51 (Virginio)
10. Prima dell'estate – 4:16 (testo: Niccolò Agliardi – musica: Massimiliano Elli)
11. Ho battuto la testa – 3:50 (Roberto Casalino)
12. Tu mi senti (Catch Me) – 3:33 (Gary Barlow ed Eliot John Kennedy)
13. Di tutto, il meglio – 3:54 (Niccolò Agliardi e Luca Scarpa) – Titolo originale: Di tutto il meglio

Durata totale: 48:52
Traccia bonus iTunes
1. Hallelujah – 3:26 (Leonard Cohen) – cover

## Successo commerciale
Ovunque ha debuttato alla 12ª posizione della classifica Classifica FIMI Album, posizione massima raggiunta da questo lavoro discografico.

## Classifiche
| Classifica (2011) | Posizione massima |
| ----------------- | ----------------- |
| Italia            | 12                |